# 神戶新聞7日間
《神戶新聞7日間》，是2010年富士電視台的電視劇，櫻井翔主演。

## 演員表

### 主要演員
| 演員     | 角色       | 介紹                        |
| 櫻井翔   | 三津山朋彥 | 攝影小組記者 電視劇的解說人 |
| 吹石一惠 | 小藤香織   | 攝影小組記者                |
| 萩原聖人 | 金居光由   | 攝影小組記者                |

### 其他演員
| 演員     | 角色       | 介紹             |
| 田中圭   | 陳友昱     | 社會部記者       |
| 小野武彦 | 平田孝之   | 京都新聞處理部長 |
| 高嶋政宏 | 首藤満州兒 | 整理部長         |

## 收視率
| 集數  | 播放日期      | 日文副標題 | 中文副標題 | 導演             | 編劇   | 收視率 | 備註 |
| 第1話 | 2010年1月16日 |            | -          | 七高剛、茂原雄二 | 田辺満 | 15.3%  |      |